# Pratt County
Pratt County je okres ve státě Kansas v USA. K roku 2010 zde žilo 9 656 obyvatel. Správním městem okresu je Pratt. Celková rozloha okresu činí 1 906 km².